# Luksuskvinden
Luksuskvinden er en amerikansk stumfilm fra 1923 af Robert G. Vignola.

## Medvirkende
- Marion Davies som Eva King
- T. Roy Barnes som Adam Smith
- Tom Lewis som James King
- William Norris som Horace
- Percy Ames som Lord Andrew Gordon
- Leon Gordon som Clinton Dewitt
- Luella Gear som Julie Dewitt